# 6park
6park (tiếng Trung: 留园网; bính âm: Liu Yuan) là một diễn đàn Internet Trung Quốc chuyên về tin tức do cộng đồng viết, ra đời vào năm 2003. Tên tiếng Trung của nó có nghĩa là một nơi khiến mọi người không muốn rời đi. Nó là một "mega- BBS" với các diễn đàn dành cho các chủ đề đa dạng như kinh tế, sức khỏe, hôn nhân và phim trực tuyến, v.v., nhưng phong cách của nó là độc đáo và không liên quan đến các mega-BBS khác như 2channel. Trong khi đó, điều đáng chú ý là 6park đang trở thành một trong những nền tảng Internet quan trọng nhất đối với người Trung Quốc ở nước ngoài.
Nó thường chỉ trích chính phủ Trung Quốc và vì lý do đó đã bị chặn bởi các nhà kiểm duyệt Trung Quốc, mặc dù nó có một cộng đồng lớn sinh viên Trung Quốc ở nước ngoài và người nước ngoài từ khắp nơi trên thế giới, đặc biệt là bên ngoài Hoa Kỳ. Hơn nữa, trang web này là mạng đầu tiên của Trung Quốc do chính người dùng quản lý.
Nó đã được đề cập trong các nguồn tin tức như Hua Sheng Online như một cách để những người Trung Quốc sống ở nước ngoài nhận được tin tức. Trang web cung cấp tin tức từ Trung Quốc, cũng như dịch tin tức từ các phương tiện truyền thông nước ngoài (như báo chí, truyền hình và các trang web).